# Власта Павич
Вла́ста Па́вич (хорв. Vlasta Pavić; нар. 24 травня 1957, Загреб) — хорватський політик, член Соціал-демократичної партії Хорватії. Мер Загреба з 2002 по 2005. Здобула освіту на юридичному факультеті Загребського університету.